# Barbosa Lessa
Luís Carlos Barbosa Lessa (Piratini, 13 de diciembre de 1929 - Camacuá, 11 de marzo de 2002) fue un folclorista, músico, e historiador brasileño.
Desde 1949 inició sus investigaciones sobre el folclore gaúcho y en los años 1950 dirigió un programa de música regional en Radio Farroupilha. En 1951 publicó una antología de poesía gaúcha y también sus composiciones de música regional.  